# تیم ملی والیبال مردان کانادا
تیم ملی والیبال مردان کانادا تیم ملی والیبال مردان کشور کانادا است. بهترین عنوان این تیم در رقابت‌های بین‌المللی کسب مدال برنز با سرمربیگری استفان آنتیگا در مسابقات لیگ جهانی ۲۰۱۷ می‌باشد که با برتری مقابل تیم آمریکا در مسابقه رده‌بندی به دست آمده‌است.

## نتایج

### بازی‌های المپیک تابستانی
- ۱۹۶۴ — شرکت نداشت
- ۱۹۶۸ — شرکت نداشت
- ۱۹۷۲ — شرکت نداشت
- ۱۹۷۶ — جایگاه ۸ام
- ۱۹۸۰ — شرکت نداشت
- ۱۹۸۴ — جایگاه ۴ام
- ۱۹۸۸ — واجد شرایط نشد
- ۱۹۹۲ — جایگاه ۱۰ام
- ۱۹۹۶ — واجد شرایط نشد
- ۲۰۰۰ — واجد شرایط نشد
- ۲۰۰۴ — واجد شرایط نشد
- ۲۰۰۸ — واجد شرایط نشد
- ۲۰۱۲ — واجد شرایط نشد